# Bignonieae
Bignonieae, biljni tribus iz porodice katalpovki. Sastoji se od 19 rodova iz Amerike.

## Etimologija
Tribus je dobio ime po tipičnom rodu Bignonia.

## Opis
Opisan je u Analyse des Familles des Plantes 23. 1829.  Tribus Bignonieae (Bignoniaceae), s 19 rodova (21, u vrijeme istraživanja 2012) i oko 400 vrsta, najveći je klada lijana u Neotropima. Analize sugeriraju da je krunska skupina Bignonieae nastala u južnoameričkim prašumama prije otprilike 50 milijuna godina.

## Rodovi
1. Perianthomega Bureau ex Baill. (1 sp.)
2. Adenocalymma Mart. (92 spp.)
3. Stizophyllum Miers (3 spp.)
4. Manaosella J.C.Gomes (1 sp.)
5. Pleonotoma Miers (16 spp.)
6. Martinella Baill. (5 spp.)
7. Dolichandra Cham. (9 spp.)
8. Bignonia L. (31 spp.)
9. Amphilophium Kunth (48 spp.)
10. Pyrostegia C.Presl (2 spp.), pirostegija
11. Mansoa DC. (17 spp.)
12. Anemopaegma Mart. ex Meisn. (48 spp.)
13. Pachyptera DC. ex Meisn. (6 spp.)
14. Tanaecium Sw. (22 spp.)
15. Fridericia Mart. (61 spp.)
16. Lundia DC. (13 spp.)
17. Tynanthus Miers (16 spp.)
18. Cuspidaria DC. (21 spp.)
19. Xylophragma Sprague (10 spp.)